# Аскершунд
Аскершу̀нд (на шведски: Askersund) е град в Швеция.

## География
Разположен е на северния бряг на езерото Ветерн. Аскершунд е главен административен център на едноименната община Аскершунд в лен Йоребру. Население 3887 жители към 31 декември 2010 г.

## История
Историята на Аскершунд може да се проследи от 14 век. През 1643 г. получава кралска грамота, която му дава статут на град. Аскершунд е един от 133-те града на Швеция, които имат статут на исторически градове.